# Hypocometa styphla
Hypocometa styphla là một loài bướm đêm trong họ Geometridae.